# Белый, Михаил Ульянович
Михаи́л Улья́нович Бе́лый (укр. Михайло Улянович Білий; 12 ноября 1922, Москали — 5 августа 2001, Киев) — советский и украинский учёный-физик и политический деятель. Специалист в области спектроскопии, в частности люминесценции неорганических веществ. Член-корреспондент АН Украины (1969). В 1970—1985 годах ректор Киевского государственного университета имени Т. Г. Шевченко. В 1972—1980 годах — председатель Верховного Совета Украинской ССР.

## Биография
В 1948 году окончил Киевский университет по специальности оптика и спектроскопия. Доктор физико-математических наук (1964), профессор (1965), в 1962—1970 декан физического факультета Киевского университета.
Разработал оригинальный метод спектрофотометрического изучения состава комплексов (ионов тяжелых металлов в растворах электролитов), методику перевода растворов электролитов в стекловидное состояние, что позволило открыть существование люминесценции многих растворов, активированных ионами тяжелых металлов, и разработать высокочувствительные методы люминесцентного анализа.
Много внимания уделял изучению действия электромагнитного излучения миллиметрового диапазона нетепловой интенсивности на функциональное состояние организма человека. Экспериментально доказал существование селективного влияния электромагнитного излучения на течение заболевания в отдельных органах. Является соавтором безмедикаментозного метода лечения — микроволновая резонансная терапия.
Член ЦК КПУ. Депутат Верховного Совета Украинской ССР. Председатель Верховного Совета Украинской ССР 8—9 созывов (1972—1980).

## Награды
Заслуженный деятель науки и техники Украинской ССР (1972). Награждён орденами Ленина, Дружбы Народов, Трудового Красного Знамени, Знак Почета, Отечественной Войны, Ярослава Мудрого V степени (1997).

## Сочинения
- Белый, Михаил Ульянович.Атомная физика : [Учеб. для физ. спец. ун-тов] / М. У. Белый, Б. А. Охрименко. - Киев : Вища шк., 1984. - 271 с. : ил.